# アルベルト・ケルシャー
アルベルト・ケルシャー（ドイツ語: Albert Kerscher、1916年3月29日 - 2011年6月12日）は、ドイツの軍人。最終階級はドイツ国防軍陸軍で曹長、ドイツ連邦軍陸軍で上級准尉。

## 経歴
ケルシャーは1916年3月29日にバイエルン王国で生まれた。
第二次世界大戦では主に第502重戦車大隊（1945年1月より第511重戦車大隊へ改称）第2中隊に所属し、中隊長として重戦車ティーガーIを指揮した。1944年のナルヴァの戦いではオットー・カリウスと共同し、ソ連軍に大きな損害を与えている。
1944年7月22日、ケルシャーはカリウスとともにデューナブルク近郊のマリナーファへ偵察に赴いた。マリナーファに到着した直後、2人は援軍を求めて待機しているソ連の戦車部隊を発見した。彼らは背後にニーンスタット少尉を待機させ、2両のティーガーIで奇襲を敢行した。マリナーファにはソ連の重戦車IS-2や中戦車T-34が集結していたが、彼らは僅か20分でIS-2を10両、T-34を7両撃破している。
東プロイセンに移動したケルシャーは、1945年4月13日に第511重戦車大隊の一員として50両から成るソ連の戦車部隊を撃破した。4月21日、彼はティーガーII、四号戦車、軽駆逐戦車ヘッツァーなどとともにピラウへ駆けつけ、民間人の撤退を支援した。23日に彼は負傷し、前線を離脱。終戦時にはイギリス軍の捕虜となっている。
1956年よりドイツ連邦軍に入隊し、1969年に上級准尉の階級で退役した。2011年6月12日にバイエルン州インゴルシュタットで死去。

## 叙勲
- 鉄十字章
  - 二級鉄十字勲章1939年章
  - 一級鉄十字勲章1939年章
- 戦車突撃章
  - 戦車突撃章銀章
  - 戦車突撃章50回
  - 戦車突撃章75回
  - 戦車突撃章100回 (1945年2月15日)
- 1941年/1942年東部戦線冬季戦記章
- 騎士鉄十字章
  - 騎士鉄十字章 (1944年10月23日)[1]